# Vaixell de guerra

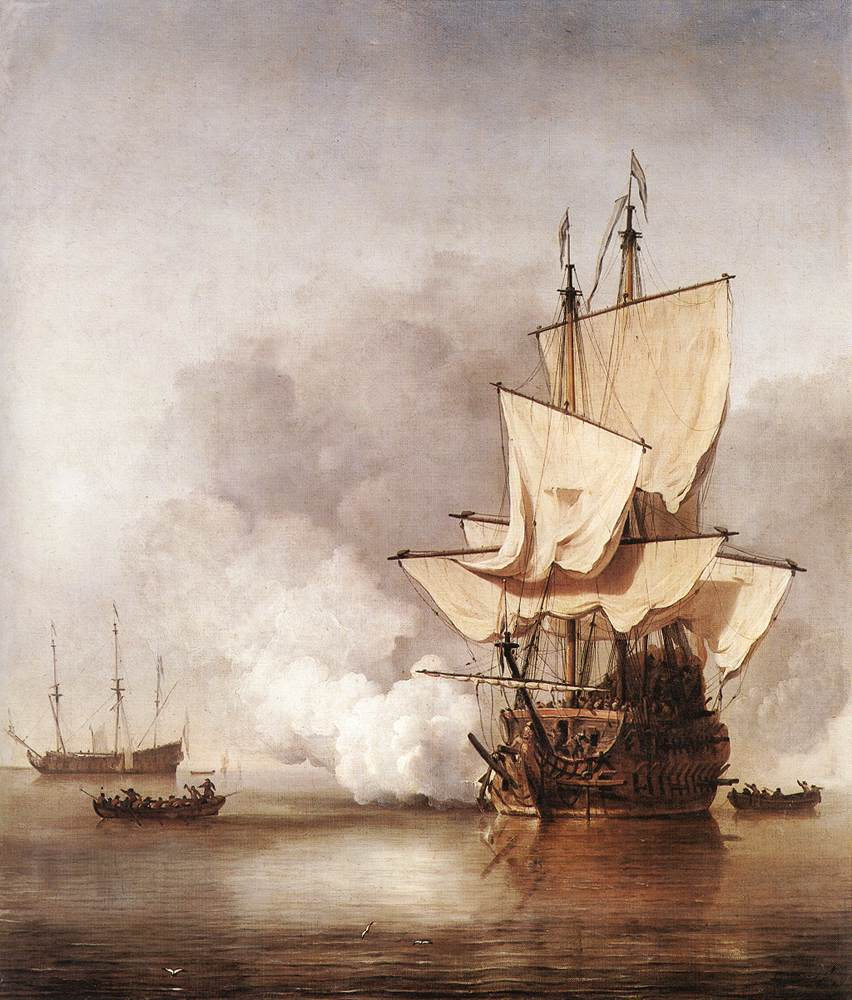
Vaixell de línia per Willem van de Velde.

Un vaixell de guerra és un vaixell concebut i construït per un ús militar. Els vaixells de guerra normalment són construïts de manera totalment diferent dels vaixells mercants, tenen sistemes d'armes, estan preparats per a rebre danys i normalment són més ràpids i maniobrables que rls mercants. A diferència de les naus mercants, les de guerra només porten sistemes d'armes, munició i abastiment per a la tripulació. Els vaixells de guerra normalment pertanyen a l'armada d'un país, encara que hi ha hagut vegades, en el passat, que van ser operats per persones individuals o companyies particulars.
En temps de guerra la diferència entre vaixell de guerra i mercant sovint és confusa. En guerra, moltes vegades, els vaixells mercants han estat artillats i emprats com vaixells auxiliars, com va passar amb els vaixells-Q a la Primera Guerra Mundial i amb els mercants armats a la Segona Guerra Mundial. Fins al segle xvii era comú que naus mercants fossin obligades a entrar al servei naval i no era estrany que fins a la meitat de les naus d'una flota fossin naus mercants artillades. Fins que el perill de la pirateria va acabar al segle xix, era comú artillar grans naus mercants com eren els galions.

## Història i desenvolupament

### Edat del rem i la vela

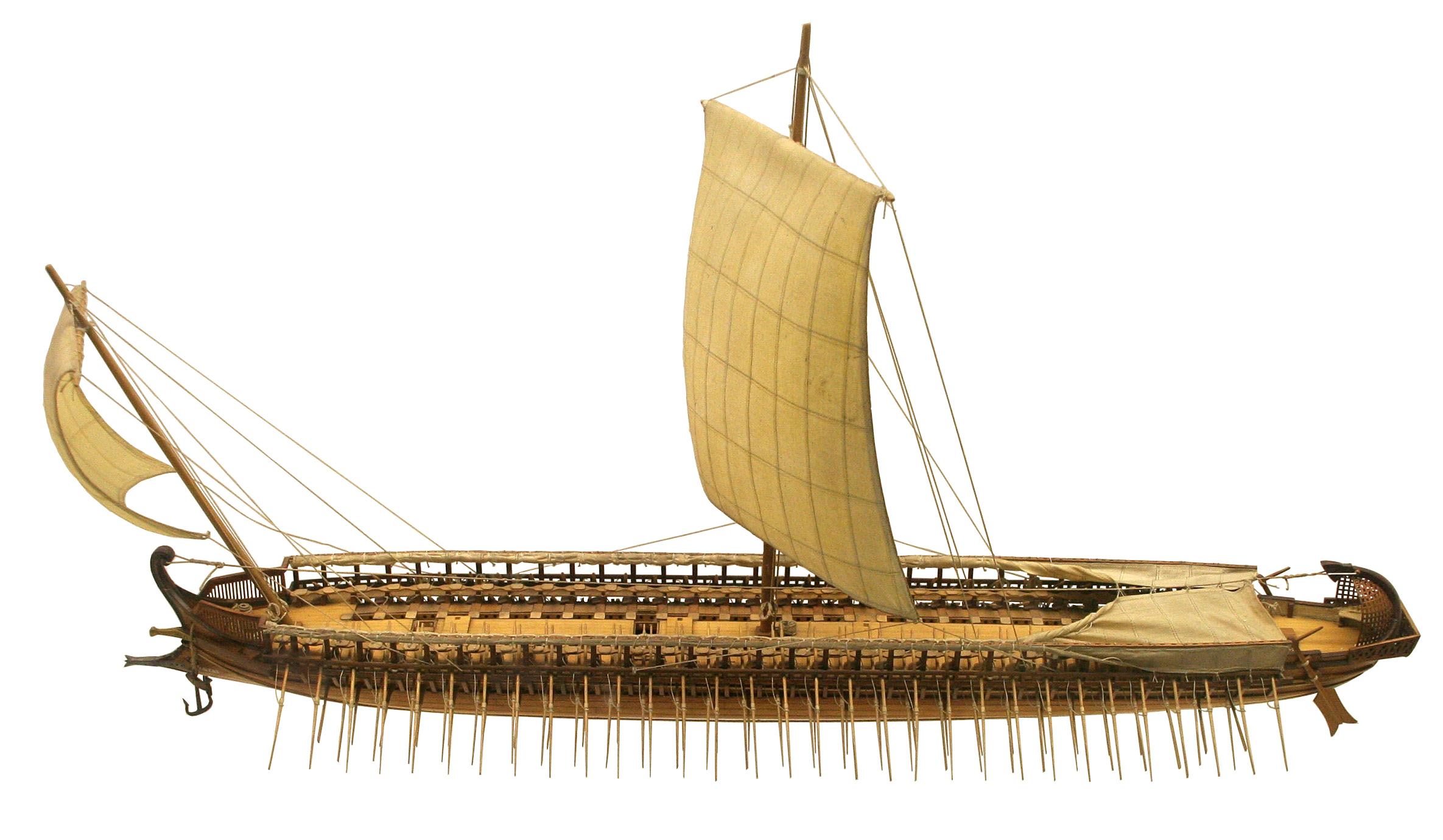
trirrem grec

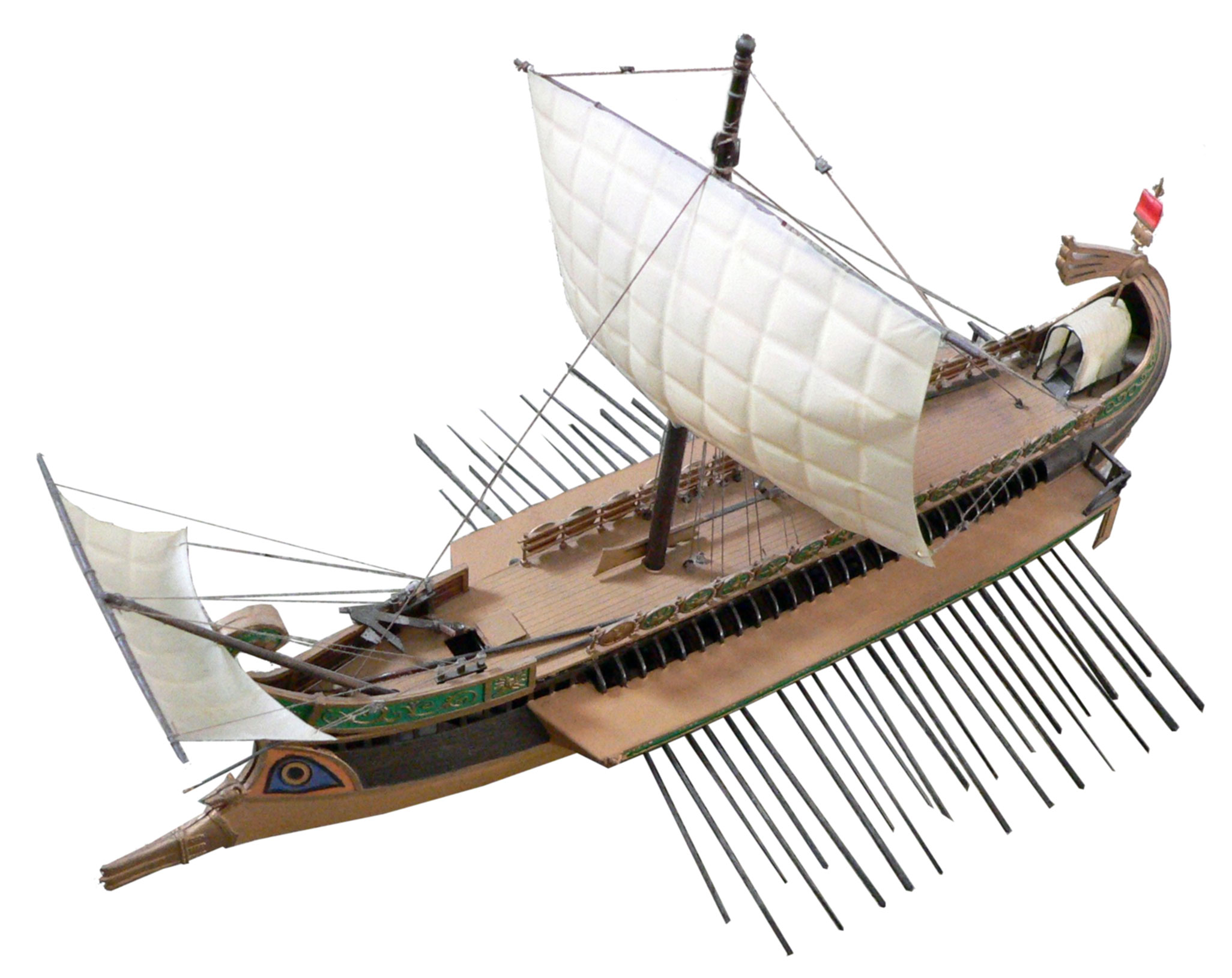
trirrem romà

Uns 3000 anys abans de Crist babilonis i assiris tenien vaixells de guerra, que tenien curts bucs de fusta, gairebé rodons amb una esperó a proa. Moguts principalment a rems, portaven un pal en el qual hissaven una vela quadrada.
Cap al 2000 aC van aparèixer els fenicis, poble eminentment marítim que durant segles van ser els més hàbils constructors de vaixells. Les seves naus de guerra eren de fusta, llargues, estretes, molt ràpids i molt marineres, amb vela quadrada. Com a remers empraven a esclaus, Els fenicis també van construir i tripular les naus de guerra dels egipcis.
Cap a l'any 1000 aC els grecs, un altre poble marítim, van tenir naus de guerra molt similars a les dels fenicis, algunes de les quals van arribar a tenir 120 remers, 60 per banda, tenien un pal i la seva proa era molt aguda. Solien dur un pal dirigit cap endavant i en la seva proa tenien emblemes o figures simbòliques com mascarons. Un sol tipus de nau de guerra va ser la protagonista de les victòries gregues al mar: el trirrem. El seu arqueig era de 100 tones i la tripulaven 200 homes. Mesurava 35 metres d'eslora i 4 metres de màniga. Tenia 24 rems llargs per banda, timó doble i una vela quadrada. En l'ampli pont portava tota mena de mitjans ofensius. Donava una velocitat de 10 nusos, el seu buc de fusta era llarg i estret. Els grecs donaven noms de fantasia a llurs trirrems.
Després van passar a dominar el Mediterrani els romans, imperi mediterrani que per necessitat va haver de tenir una marina de guerra per defensar-se de Cartago i després per expandir el seu imperi. Va emprar el trirrem grec al qual li van fer algunes innovacions com van ser els "corbs", llargues passarel·les que portaven al seu extrem forts garfis que afermaven a la nau enemiga i per aquest pont d'abordatge passaven les tropes a combatre al vaixell adversari. L'arma principal era l'esperó, sòlida peça de fusta recoberta amb bronze que de vegades tenia forma de trident.
Entre els segles v i x els trirrems es van convertir en els dromons bizantins, naus de rems que tenien 3 pals i veles llatines. Del dromon, al segle xii, va sortir la galea i d'aquesta la galera, nau a rems que tenia castells a proa i popa i que portava un o dos pals amb veles llatines. La galera va ser la nau de l'Edat Mitjana que va navegar la Mediterrània des del segle xv fins al XVIII sense modificacions apreciables i participant en multitud de combats, i la batalla de Lepant, el 1571, l'última contesa històrica en què van participar.
Els vikings, poble marítim originari d'Escandinàvia va estar en l'escena europea entre els anys 700 i 1000. El seu actuar violent provocava terror a les comunitats, ja que les arrasaven. Per a aquestes incursions empraven una embarcació molt especial, els drakkar, naus molt lleugeres, ja que les portaven en les seves incursions terra endins; eren llargues, estretes i lleugeres, amb rems en gairebé tota la longitud del buc. Versions posteriors incloïen un únic pal amb una vela rectangular que facilitava el treball dels remers, especialment durant les llargues travesses. En combat, el vent variable i la rudimentària vela convertien als remers en el principal mitjà de propulsió de la nau.

### Edat de la vela

Esquema d'un vaixell de línia.

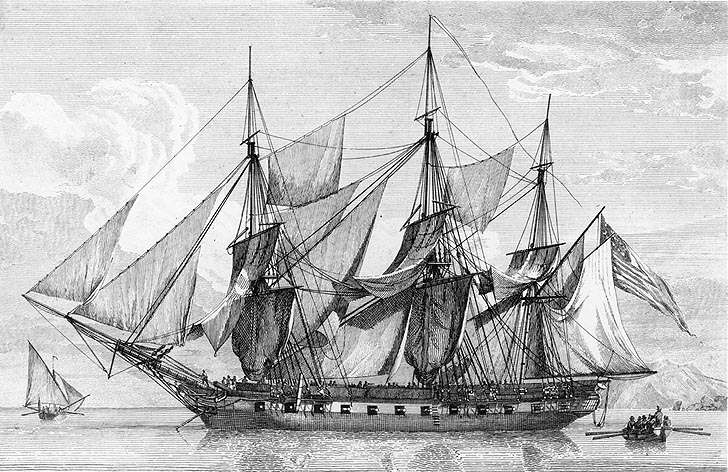
Fragata de l'any 1799.

L'artilleria naval va començar a desenvolupar en el segle xiv, però el canó no es va fer comú a bord fins que es va idear la manera que fossin recarregats ràpidament de manera que poguessin ser disparats diverses vegades en un mateix combat. Els vaixells a rem no podien augmentar més de mida per transportar artilleria, munició i servents d'aquests, de manera que els constructors navals van haver de dissenyar un vaixell que fos mogut per la força del vent sobre les veles i que pogués portar molts canons i el personal necessari per operar, així va néixer el galió.
El vaixell va ser una embarcació de vela utilitzada des de mitjan segle xv. Consistia en un vaixell gran, d'alt bord que es movia per l'acció del vent. Va ser una derivació de la carraca però combinada amb la velocitat de la caravel·la. Els galions eren vaixells de grans dimensions i posseïen gran capacitat de foc.
Al segle xvi, el comerç marítim transatlàntic va augmentar considerablement, el que va incentivar la investigació i la creació de naus més apropiades per a llargues travesses i per suportar els rigors de la mar en forma continuada. Així va ser com va aparèixer el vaixell que en el món militar va adoptar el nom de bergantí, segle xvii. Més endavant van aparèixer, al segle xviii, la fragata, nau que tenia dos ponts i la corbeta amb només un.

### Acer, vapor i granades

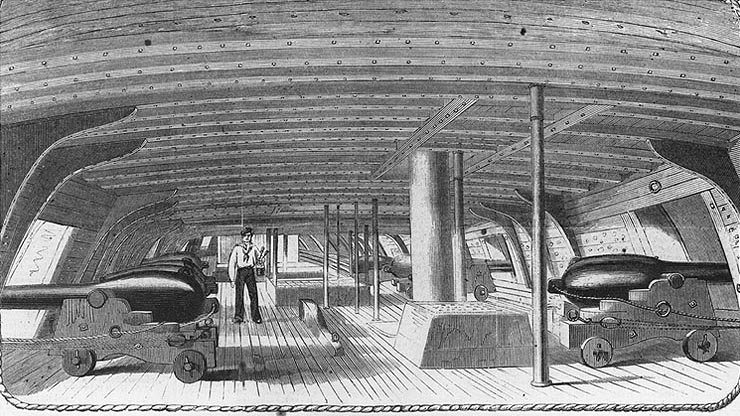
Canons a bord - 1862.

Durant el segle xix la propulsió, l'armament i la construcció dels vaixells de guerra van experimentar una revolució. Màquines de vapor primer com una força auxiliar a la vela, per després eliminar-la completament. La Guerra de Crimea va proporcionar un gran estímul al desenvolupament dels canons navals. La introducció de les granades explosives aviat va portar a l'ús del ferro en comptes de la fusta i després a l'ús de l'acer. Els primers vaixells cuirassats van ser La Gloire francès i l'HMS Warrior anglès.
Des de 1850, els vaixells de línia a vela van ser reemplaçats pels cuirassats propulsats per màquines de vapor mentre que les fragates de vela ho van ser pels creuers propulsats per màquines de vapor.
Des de 1860, els vaixells de línia a vela van ser reemplaçats en un primer moment pels ironclad i fragates blindades i posteriorment pels cuirassats propulsats per màquines de vapor mentre que les fragates de vela ho van ser en un primer moment per les fragates d'hèlixs i posteriorment pels creuers propulsats per màquines de vapor.

Funcionament d'una Torre.

L'armament també va canviar a causa del disseny de canons muntats en plataformes giratòries i en torres, el que va permetre apuntar-independentment de la direcció en què navegués el vaixell, el que al seu torn va permetre disminuir la quantitat de canons de gran calibre a bord. L'última innovació durant el segle xix va ser el desenvolupament del torpede i dels vaixells torpediners, veloces naus que semblaven oferir una alternativa a la possessió de les costoses flotes de cuirassats.

## Els grans cuirassats delseglexx

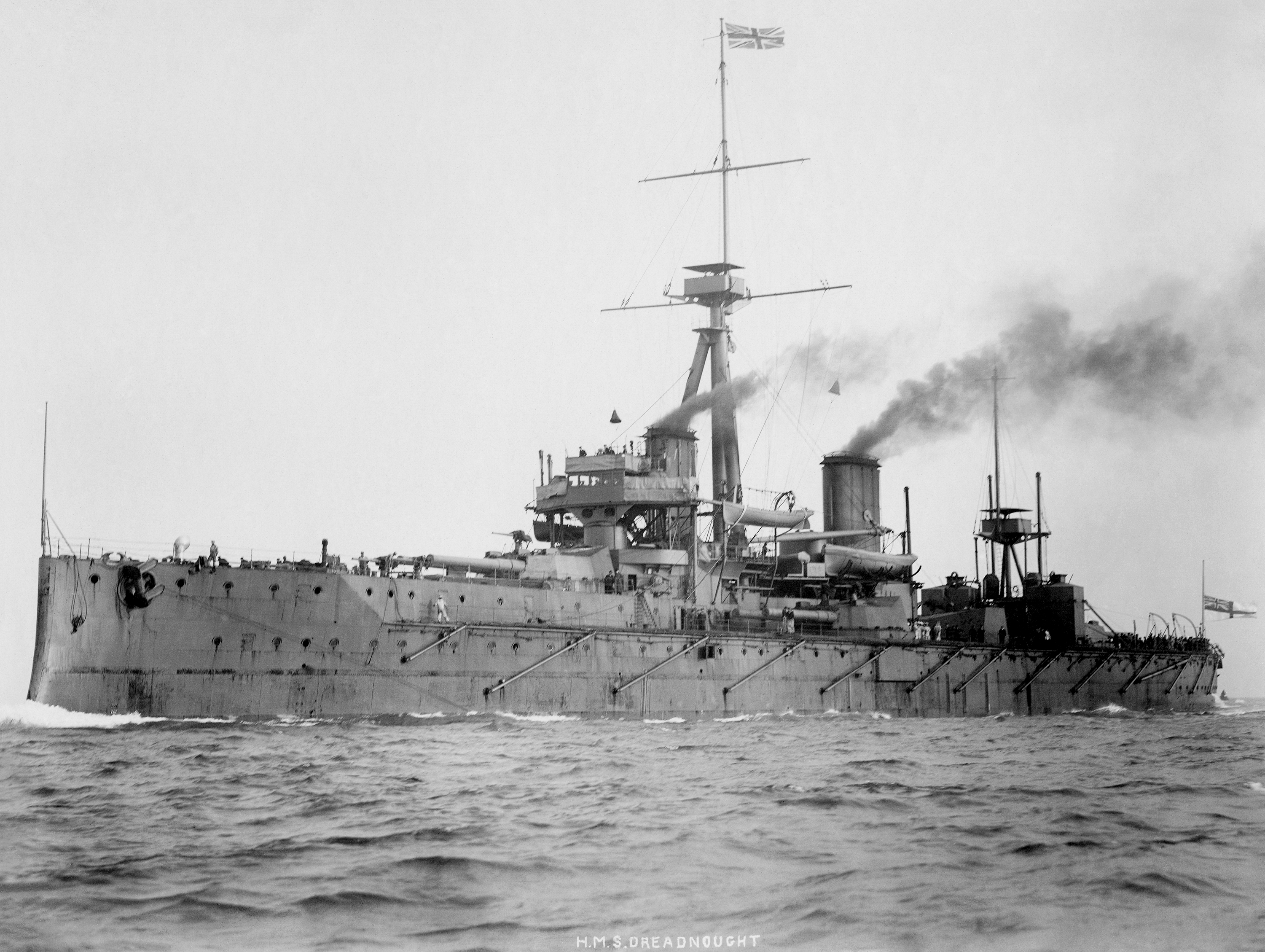
HMS Dreadnought -1906.

Una nova revolució en el disseny i construcció de vaixells de guerra va començar a principis del segle xx quan Gran Bretanya va construir i va posar en servei, el 1906, al gran cuirassat "Dreadnought". Propulsat per turbines de vapor ja no consumia carbó sinó que petroli, va ser la nau més gran, 17.000 tones de desplaçament, ràpida i amb l'artilleria de major calibre de totes les naus cuirassades existents en l'època, 5 torres dobles amb canons de 12 polzades. Ràpidament tots els països marítims van començar a construir naus similars al "Dreadnought". Va ser tal l'impacte d'aquest vaixell, que des d'aquest moment, els cuirassats anteriors, van passar a ser denominats predreadnought, mentre que els que n'imitaven la configuració, van ser denominats com dreadnoughts.
Gran Bretanya també va desenvolupar els primers creuers de batalla. Artillats amb canons del mateix calibre que els cuirassats però amb un buc més llarg, aquestes naus sacrificaven la protecció de les cuirasses per una major velocitat. Els creuers de batalla van ser més ràpids i més poderosos que tots els creuers existents en l'època deixant-los obsolets. Però aquests creuers de batalla van provar ser molt més vulnerables que els seus contemporanis els cuirassats.
Entre els vaixells torpediners, el destructor, va ser desenvolupat al mateix temps que els cuirassats. Vaixell més gran, ràpid i millor artillat que els vaixells torpediners, el destructor tenia per missió protegir els vaixells capitals de l'amenaça dels torpediners.
Finalment, i per fer front als torpediners, va aparèixer a la darreria del segle xix i dissenyat pel Capità de navili Fernando Villaamil el Destructor, que va donar nom a aquesta nova tipologia de vaixells de guerra.

## Desenvolupament del submarí
Els primers submarins van ser desenvolupats al final del segle xix, però va ser només després de l'adveniment del torpede que van ser realment perillosos per a les naus de superfície. A la fase final de la Primera Guerra Mundial els submarins havien provat que tenien una real capacitat ofensiva. Durant la Segona Guerra Mundial la flota de submarins tipus U de la marina alemanya, gairebé aniquilà el tràfic mercant cap i des de Gran Bretanya i va causar grans pèrdues al trànsit marítim costaner dels Estats Units. L'èxit dels submarins va portar al desenvolupament de naus escortes antisubmarines per protegir els combois que solcaven els oceans durant la Primera i Segona Guerra Mundial, aquests van ser els destructors escorta, a més d'altres naus més petites com ho van ser les corbetes i les fragates.

## Desenvolupament del portaavions

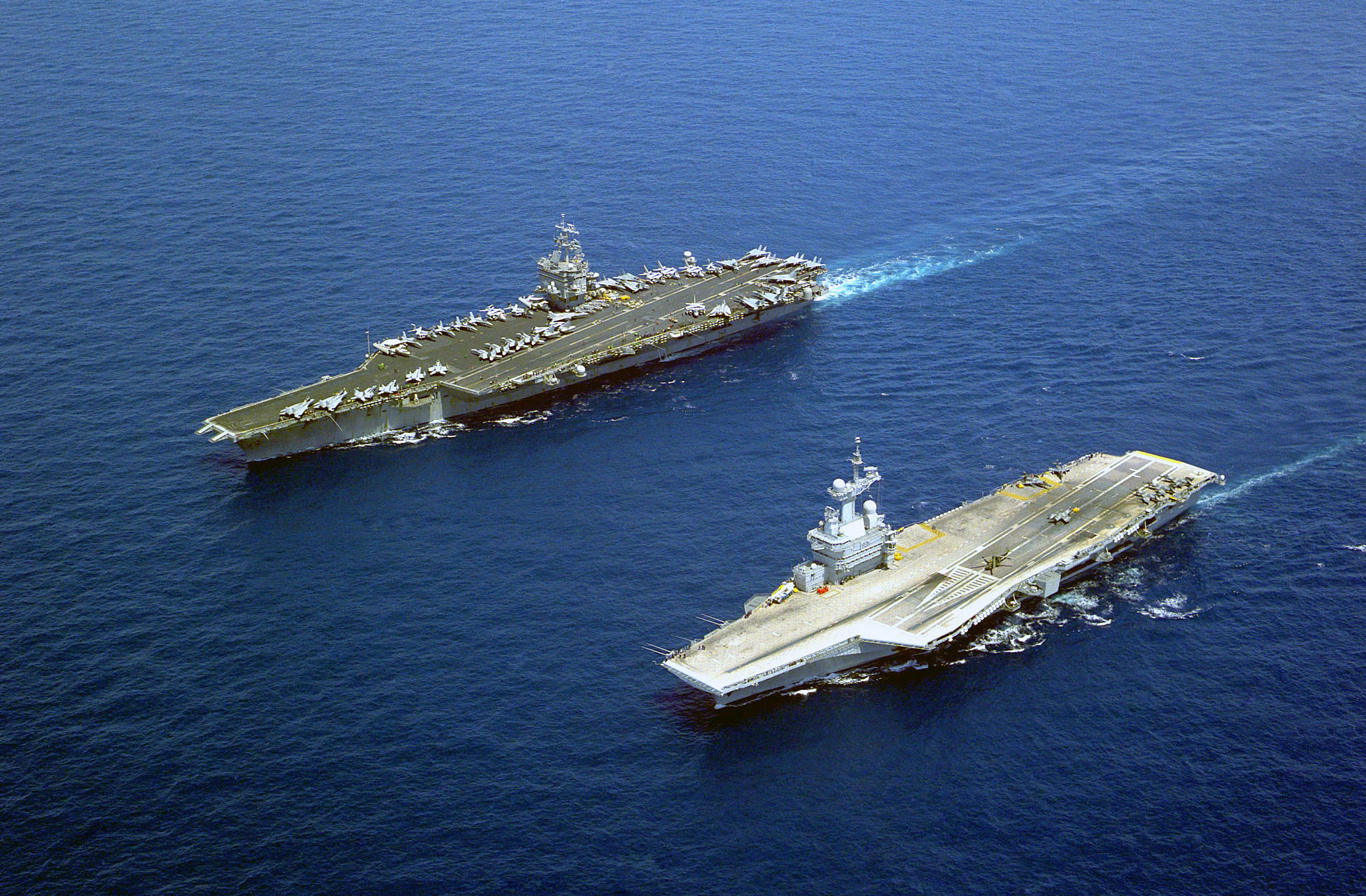
Els portaavions USS Enterprise (CVN-65) i Charles de Gaulle (R 91)

Un gran canvi en la guerra naval va passar amb la introducció dels portaavions. Primer a la batalla de Tàrent i després en l'Atac a Pearl Harbor, el portaavions va demostrar la capacitat que tenia d'atacar els vaixells enemics que eren fora de la vista des d'una gran distància. Al final de la Segona Guerra Mundial, el portaavions era el vaixell de guerra dominant en les armades poderoses.

## Evolució

### Edat de la vela
- Nau: Vaixell de tres pals creuats amb veles quadres en tots els arbres amb diverses cobertes.
- Carraca: Vaixell de tres o més pals creuats amb veles quadres en tots els pals. Tenia diverses cobertes en les quals portava diversos canons. Era la nau de guerra més gran de l'època.
- Fragata: Vaixell de tres pals creuats amb veles quadres en tots els pals.
- Corbeta: Vaixell de tres pals amb l'últim sense creuar. Portava veles quadres al pal trinquet i al major. Vela i escandalosa al pal de mitjana. - També se l'anomenava bric-barca i en la marina mercant es deia barca.
- Bergantí: Vaixell de dos pals creuats amb veles quadres en ambdós pals.
- Bergantí goleta: Vaixell de dos pals, el trinquet creuat amb veles quadres i el major sense creuar amb vela i escandalosa.
- Goleta: Nau de dos o més pals sense creuar aparellat amb veles cangrees en tots els pals.
- Pailebot: Embarcació amb aparell de goleta, dissenyada per donar el màxim de velocitat.

### Edat del vapor -seglexx
- Cuirassat: Era el més gran dels vaixells de guerra, posseïa canons de gruix calibre muntats en torres, desenvolupava alta velocitat i posseïa un blindatge gruixut. Inicialment se'ls va anomenar "blindats" i després va aparèixer el tipus dreadnought" o cuirassat.
- Monitor: Vaixell cuirassat amb els canons muntats en una torre central i amb esperó a la proa. La superestructura sobresurt molt poc sobre el nivell del mar per oferir el mínim blanc possible l'enemic.
- Creuer: Vaixell amb blindatge o sense, ràpid, de gran radi d'acció. Armament de menys calibre que un cuirassat.
  - Creuer protegit: Aquell que té propulsió per màquina de vapor i una coberta cuirassada, deixant la protecció lateral a les carboneres.
  - Creuer cuirassat: Aquell que té propulsió per màquina de vapor i una coberta cuirassada i cinturó cuirassat, i protegeix les màquines amb les carboneres.
  - Creuer de batalla: Creuer blindat, propulsat per turbines de vapor, amb artilleria equivalent al d'un cuirassat, major velocitat i autonomia, però menor blindatge.
  - Creuer lleuger: Creuer propulsat per turbines de vapor, amb artilleria no superior a 152 mm (6 ") i desplaçament estàndard no superior a 10.000 tones
  - Creuer pesat: Creuer propulsat per turbines de vapor, amb artilleria no superior a 203 mm (8 ") i desplaçament estàndard no superior a 10.000 tones
  - Creuer llançamíssils: Posterior a la Segona Guerra Mundial, amb capacitat de llançar míssils guiats.
  - Creuer portaaeronaus: Posterior a la Segona Guerra Mundial, amb capacitat d'operar diverses aeronaus d'ala rotatòria o fixa, només utilitzats per l'antiga unió soviètica (classes Moscou i Kíev) i per França (Jeanne d'Arc.
- Vapor de rodes: vaixell similar a la fragata de vela dotat de propulsió mitjançant vapor i rodes laterals
- Fragata d'hèlix: vaixell similar a la fragata de vela dotat de propulsió mitjançant vapor i heli
- Destructor: Vaixell destinat repel·lir atacs de submarins o torpediners. De gran velocitat i equipat amb canons lleugers, equips de detecció de submarins, sonar, i bombes de profunditat. També portava tubs llançatorpedes.
- Caçatorpeder: Vaixell destinat a repel·lir atac de llanxes i pots torpediners. Equipat amb armament lleuger, similar al dels destructors.
- Fragata: Vaixell dissenyat per a la guerra antisubmarina, més petit i de menor velocitat que el destructor.
- Corbeta: Vaixell antisubmarí amb un o dos canons de menor port i velocitat que la fragata.
- Minador: Vaixell destinat a fondejar i rastrejar mines.
- Escampavies: Vaixell petit, molt mariner, apte per patrullar canals i mars poc profunds.
- Canoner: Qualsevol vaixell que muntés canons.
- Pontó: Vaixell vell que ancorat en un port serveix com a magatzem de combustible, carbó, petroli.

### Vaixells de guerra alseglexxi

#### Vaixells de línia

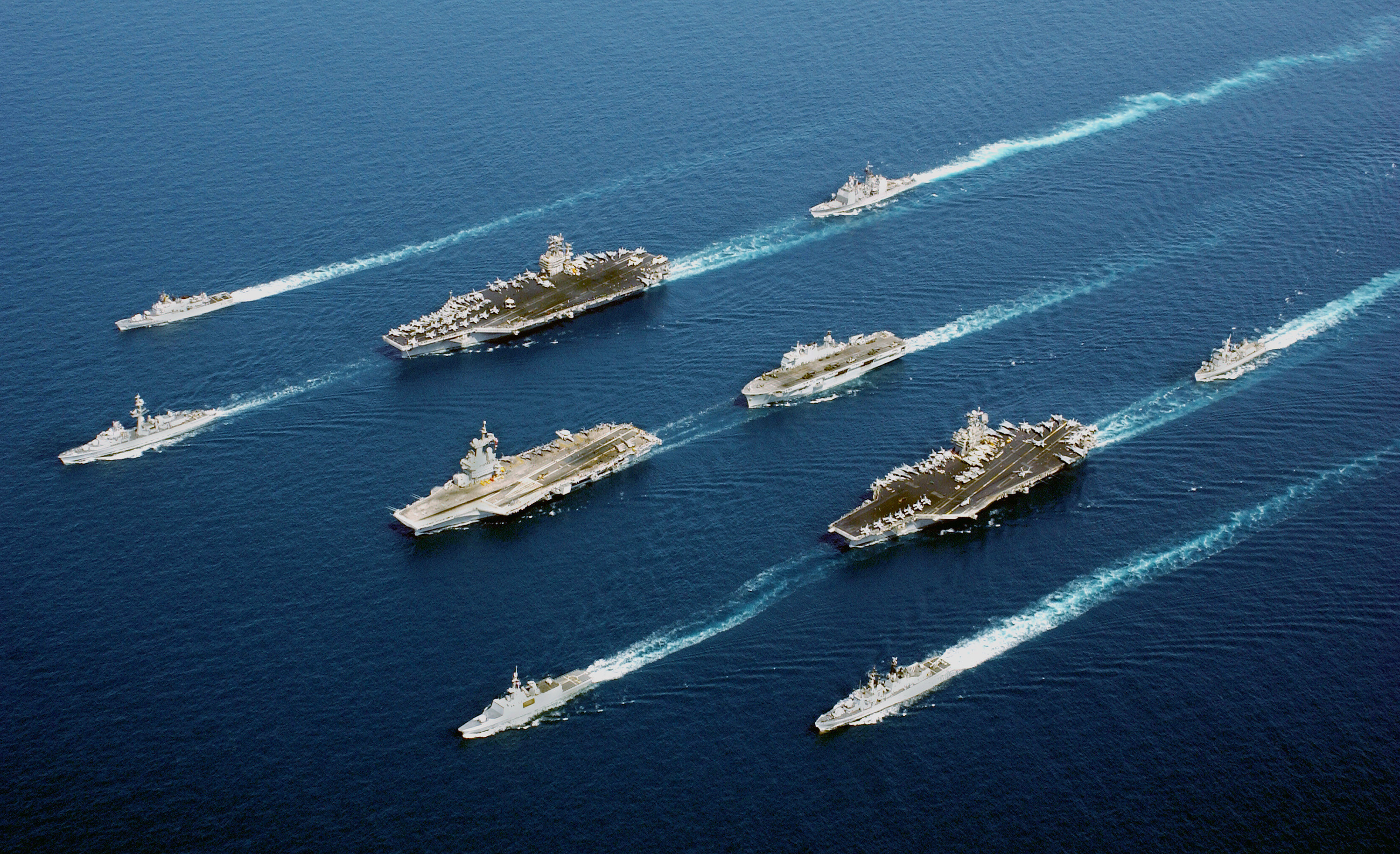
Vaixells de línia de 5 països - 2002.

- Portaavions: Permet la projecció mòbil del poder Aeronaval arreu del món.
- Vaixell d'assalt amfibi: desplega i dona suport a les tropes terrestres en llocs remots.
- Creuer: Vaixell apte per a efectuar múltiples missions; capaç d'enfrontar múltiples blancs en forma simultània i ser emprat en suport d'altres forces o en missions independents.
- Destructor: Nau ràpida que té la capacitat d'enfrontar múltiples missions ofensives o defensives, en forma independent o en conjunt amb altres unitats.
- Fragata: Nau destinada a protegir a altres vaixells i efectuar la lluita antisubmarina.
- Corbeta: Les corbetes actuals estan pensades per a tasques de vigilància i defensa de les aigües territorials o per a missions ultramarines ocasionals i de curta durada.
- Submarí: Capaç d'operar sota l'aigua i desenvolupar missions de recerca, rescat o missions específiques en temps de guerra.

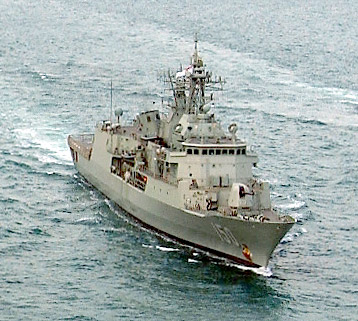
HMAS Anzac fragata de la Royal Australian Navy.

#### Vaixells auxiliars i de suport
- Llanxa ràpida d'atac
- Vaixell llançamíssils
- Dragamines
- D'aprovisionament
- Minadors costaners
- De contramesures
- Aprovisionament de submarins
- Hospital